# Gåssjön, Norrbotten
Gåssjön är en sjö i Piteå kommun i Norrbotten och ingår i Jävreåns huvudavrinningsområde. Sjön är 2,1 meter djup, har en yta på 0,113 kvadratkilometer och är belägen 46 meter över havet.

## Delavrinningsområde
Gåssjön ingår i det delavrinningsområde (724752-175497) som SMHI kallar för Inloppet i Hemträsket. Medelhöjden är 59 meter över havet och ytan är 7,78 kvadratkilometer. Räknas de 2 avrinningsområdena uppströms in blir den ackumulerade arean 39,56 kvadratkilometer. Avrinningsområdets utflöde Jävreån mynnar i havet. Avrinningsområdet består mestadels av skog (61 procent) och jordbruk (13 procent). Avrinningsområdet har 0,11 kvadratkilometer vattenytor vilket ger det en sjöprocent på 1,5 procent. Bebyggelsen i området täcker en yta av 0,58 kvadratkilometer eller 7 procent av avrinningsområdet.